# Sandra Glover
Sandra Danice Cumming-Glover (Palestine, 30 dicembre 1968) è un'ex ostacolista statunitense.

## Palmarès

### Mondiali
- 2 medaglie:
  - 1 argento (Parigi 2003 nei 400 metri ostacoli)
  - 1 bronzo (Helsinki 2005 nei 400 metri ostacoli)